# Royal Yacht Squadron

Bandiera (White Ensign)

Il Royal Yacht Squadron è un club nautico del Regno Unito, considerato il più prestigioso del Paese.
Si trova a Cowes (Isola di Wight).

## Storia
Il club fu fondato il 1º giugno 1815 nella Thatched House Tavern di Londra con il nome di The Yacht Club da 42 appassionati di nautica da diporto in mare aperto.
I soci decisero di riunirsi a pranzo due volte all'anno, d'inverno a Londra e d'estate a Cowes, per discutere di vela.
Per essere accolti come membri bisognava essere proprietari di una barca di almeno di 10 tonnellate di stazza.

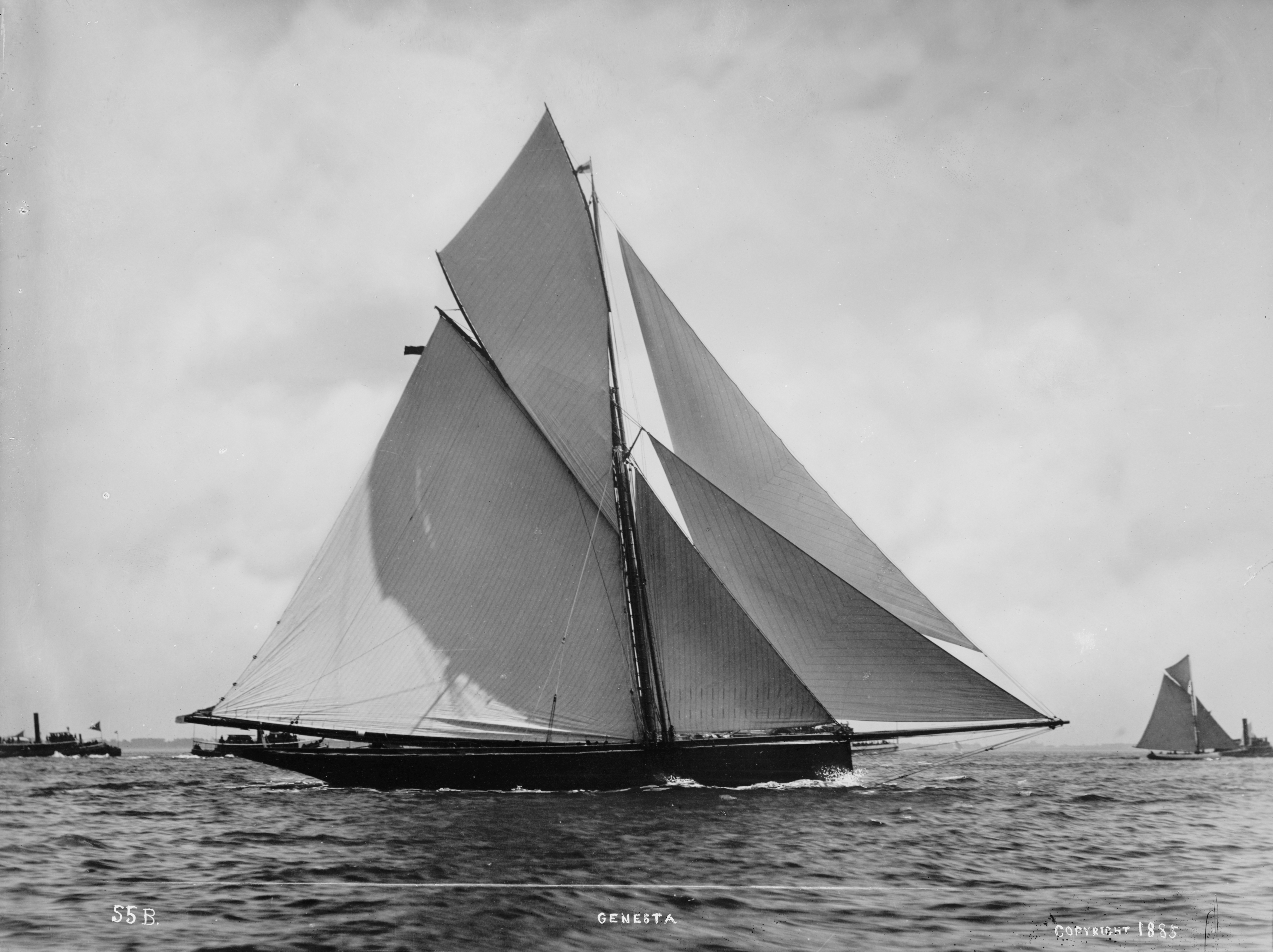
Il cutter Genesta che portò la sfida all'America's Cup 1885

Il principe reggente fu accettato come membro del club nel 1817 e nel 1820, alla sua incoronazione a sovrano come Giorgio IV, il consorzio fu rinominato Royal Yacht Club.
Dal 1826 il club organizza le regate della Settimana di Cowes.
Il Club era legato alla Royal Navy e vari ufficiali ne erano membri, anche perché Cowes si trova di fronte al porto militare di Portsmouth, sull'altra riva del Solent.
Conseguentemente nel 1829 l'Ammiragliato concesse alle imbarcazioni del Club di battere la White Ensign.
Nel 1833 Guglielmo IV ribattezzò il circolo The Royal Yacht Squadron e la sede fu definitivamente fissata a Cowes. Lo Squadron aveva il compito di scortare i panfili reali durante i loro spostamenti.
Durante la Grande esposizione di Londra del 1851 il commodoro del club lanciò una sfida a chi avesse vinto una regata intorno all'isola di Wight, mettendo in palio una coppa di proprietà dello Squadron del valore di cento ghinee.
La regata fu vinta dalla scuna statunitense America, che rappresentava il New York Yacht Club, e perciò la competizione da allora ha preso il nome di America's Cup.
L'esploratore antartico Robert Falcon Scott era membro del Royal Yacht Squadron. Egli registrò la sua nave Terra Nova RYS come yacht dello Squadron nella seconda spedizione antartica del 1910. Il Royal Yacht Squadron ha concesso anche alle donne di entrare come socie a pieno titolo.

## Organizzazione
I panfili dei suoi membri adottano il suffisso RYS e sono autorizzati ad esporre la White Ensign della Royal Navy invece della Red Ensign utilizzata per le altre navi registrate nel Regno Unito.